# The Best FIFA Football Awards 2024
Bei den The Best FIFA Football Awards 2024 wurden am 17. Dezember 2024 in Doha der 34. FIFA-Weltfußballer des Jahres, die 24. FIFA-Weltfußballerin des Jahres, der 15. FIFA-Welttrainer des Jahres im Männer- und Frauenfußball, der 8. FIFA-Welttorhüter des Jahres und die 3. FIFA-Welttorhüterin des Jahres gekürt. Zudem wurden die FIFA FIFPro World XI, der FIFA-Fanpreis, der FIFA-Puskás-Preis und der FIFA-Fairplay-Preis vergeben. Mit dem FIFA-Puskás-Preis wurden nur noch männliche Torschützen ausgezeichnet, für Frauen wurde dafür der FIFA-Marta-Preis eingeführt. 
Die Preisverleihung fand am Vorabend des Endspiels um den FIFA-Interkontinental-Pokal 2024 statt.

## FIFA-Weltfußballer des Jahres
Der Gewinner wurde durch eine Abstimmung unter Nationaltrainern, Nationalmannschaftskapitänen, Medienvertretern und Fans ermittelt. Diese nannten jeweils die drei ihrer Meinung nach besten Fußballer. Eine Nennung an Platz eins brachte fünf Punkte, ein zweiter Platz drei Punkte, der dritte Platz einen Punkt. Danach wurden die Punkte addiert. Am 28. November 2024 veröffentlichte die FIFA eine Liste mit elf Spielern, aus der der FIFA-Weltfußballer gewählt wurde. Die drei Finalisten wurden am 17. Dezember 2024 bekanntgegeben. 
| Platz      | Name              | Nationalität | Verein                            | Punkte     |
| Finalisten | Finalisten        | Finalisten   | Finalisten                        | Finalisten |
| ---------- | ----------------- | ------------ | --------------------------------- | ---------- |
| 1.         | Vinícius Júnior   | Brasilien    | Real Madrid                       | 48         |
| 2.         | Rodri             | Spanien      | Manchester City                   | 43         |
| 3.         | Jude Bellingham   | England      | Real Madrid                       | 37         |
| Kandidaten |                   |              |                                   |            |
| 4.         | Dani Carvajal     | Spanien      | Real Madrid                       | 31         |
| 5.         | Lamine Yamal      | Spanien      | FC Barcelona                      | 30         |
| 6.         | Lionel Messi      | Argentinien  | Inter Miami                       | 25         |
| 7.         | Toni Kroos        | Deutschland  | Real Madrid                       | 18         |
| 8.         | Erling Haaland    | Norwegen     | Manchester City                   | 18         |
| 9.         | Kylian Mbappé     | Frankreich   | Paris Saint-Germain / Real Madrid | 14         |
| 10.        | Florian Wirtz     | Deutschland  | Bayer 04 Leverkusen               | 8          |
| 11.        | Federico Valverde | Uruguay      | Real Madrid                       | 4          |

## FIFA-Weltfußballerin des Jahres
Die Gewinnerin wurde durch eine Abstimmung unter Nationaltrainern, Nationalmannschaftskapitänen, Medienvertretern und Fans ermittelt. Diese nannten jeweils die drei ihrer Meinung nach besten Fußballerinnen. Eine Nennung an Platz eins brachte fünf Punkte, ein zweiter Platz drei Punkte, der dritte Platz einen Punkt. Danach wurden die Punkte addiert. Gewinnerin wurde wie im Vorjahr Aitana Bonmatí.
| Platz         | Name                   | Nationalität       | Verein                               | Punkte        |
| Finalistinnen | Finalistinnen          | Finalistinnen      | Finalistinnen                        | Finalistinnen |
| ------------- | ---------------------- | ------------------ | ------------------------------------ | ------------- |
| 1.            | Aitana Bonmatí         | Spanien            | FC Barcelona                         | 52            |
| 2.            | Barbra Banda           | Sambia             | Shanghai Shengli / Orlando Pride     | 39            |
| 3.            | Caroline Graham Hansen | Norwegen           | FC Barcelona                         | 37            |
| Kandidatinnen |                        |                    |                                      |               |
| 4.            | Lindsey Horan          | Vereinigte Staaten | Olympique Lyon                       | 26            |
| 5.            | Lucy Bronze            | England            | FC Barcelona / FC Chelsea            | 23            |
| 6.            | Salma Paralluelo       | Spanien            | FC Barcelona                         | 22            |
| 7.            | Tabitha Chawinga       | Malawi             | Paris Saint-Germain / Olympique Lyon | 20            |
| 8.            | Khadija Shaw           | Jamaika            | Manchester City                      | 19            |
| 9.            | Ona Batlle             | Spanien            | FC Barcelona                         | 19            |
| 10.           | Naomi Girma            | Vereinigte Staaten | San Diego Wave FC                    | 9             |
| 11.           | Mariona Caldentey      | Spanien            | FC Barcelona / FC Arsenal            | 6             |
| 12.           | Sophia Smith           | Vereinigte Staaten | Portland Thorns FC                   | 4             |
| 13.           | Keira Walsh            | England            | FC Barcelona                         | 1             |
| 14.           | Trinity Rodman         | Vereinigte Staaten | Washington Spirit                    | 0             |
| 15.           | Mallory Swanson        | Vereinigte Staaten | Chicago Red Stars                    | 0             |
| 16.           | Lauren Hemp            | England            | Manchester City                      | 0             |

## FIFA-Welttorhüter des Jahres
Gewinner wurde wie 2022 der argentinische Nationaltorwart Emiliano Martínez.
| Platz      | Name                 | Nationalität | Verein              | Punkte     |
| Finalisten | Finalisten           | Finalisten   | Finalisten          | Finalisten |
| ---------- | -------------------- | ------------ | ------------------- | ---------- |
| 1.         | Emiliano Martínez    | Argentinien  | Aston Villa         | 26         |
| 2.         | Ederson              | Brasilien    | Manchester City     | 16         |
| 3.         | Unai Simón           | Spanien      | Athletic Bilbao     | 13         |
| Kandidaten |                      |              |                     |            |
| 4.         | Andrij Lunin         | Ukraine      | Real Madrid         | 11         |
| 5.         | David Raya           | Spanien      | FC Arsenal          | 5          |
| 6.         | Gianluigi Donnarumma | Italien      | Paris Saint-Germain | 1          |
| 7.         | Mike Maignan         | Frankreich   | AC Mailand          | 0          |

## FIFA-Welttorhüterin des Jahres
Gewinnerin wurde die US-amerikanische Nationaltorhüterin Alyssa Naeher.
| Platz         | Name              | Nationalität       | Verein                                  | Punkte        |
| Finalistinnen | Finalistinnen     | Finalistinnen      | Finalistinnen                           | Finalistinnen |
| ------------- | ----------------- | ------------------ | --------------------------------------- | ------------- |
| 1.            | Alyssa Naeher     | Vereinigte Staaten | Chicago Red Stars                       | 26            |
| 2.            | Cata Coll         | Spanien            | FC Barcelona                            | 14            |
| 3.            | Mary Earps        | England            | Manchester United / Paris Saint-Germain | 11            |
| Kandidatinnen |                   |                    |                                         |               |
| 4.            | Ann-Katrin Berger | Deutschland        | FC Chelsea / NJ/NY Gotham FC            | 9             |
| 5.            | Ayaka Yamashita   | Japan              | INAC Kōbe Leonessa / Manchester City    | 4             |

## FIFA-Welttrainer des Jahres (Männerfußball)
Am 14. September 2023 veröffentlichte die FIFA eine Liste mit 5 Trainern, aus der die FIFA-Welttrainer gewählt wurde. Die drei Finalisten wurden am 13. Dezember 2023 bekanntgegeben.
FIFA-Welttrainer des Jahres im Männerfußball wurde Carlo Ancelotti.
| Platz      | Name              | Nationalität | Team                | Punkte     |
| Finalisten | Finalisten        | Finalisten   | Finalisten          | Finalisten |
| ---------- | ----------------- | ------------ | ------------------- | ---------- |
| 1.         | Carlo Ancelotti   | Italien      | Real Madrid         | 26         |
| 2.         | Xabi Alonso       | Spanien      | Bayer 04 Leverkusen | 22         |
| 3.         | Pep Guardiola     | Spanien      | Manchester City     | 10         |
| Kandidaten |                   |              |                     |            |
| 4.         | Luis de la Fuente | Spanien      | Spanien             | 9          |
| 5.         | Lionel Scaloni    | Argentinien  | Argentinien         | 5          |

## FIFA-Welttrainer des Jahres (Frauenfußball)
FIFA-Welttrainerin des Jahres im Frauenfußball wurde Emma Hayes.
| Platz      | Name                | Nationalität | Team                              | Punkte     |
| Finalisten | Finalisten          | Finalisten   | Finalisten                        | Finalisten |
| ---------- | ------------------- | ------------ | --------------------------------- | ---------- |
| 1.         | Emma Hayes          | England      | FC Chelsea / Vereinigte Staaten   | 23         |
| 2.         | Jonatan Giráldez    | Spanien      | FC Barcelona / Washington Spirit  | 20         |
| 3.         | Arthur Elias        | Brasilien    | Corinthians São Paulo / Brasilien | 13         |
| Kandidaten |                     |              |                                   |            |
| 4.         | Sonia Bompastor     | Frankreich   | Olympique Lyon / FC Chelsea       | 12         |
| 5.         | Futoshi Ikeda       | Japan        | Japan                             | 2          |
| 6.         | Elena Sadiku        | Schweden     | Celtic Glasgow                    | 2          |
| 7.         | Gareth Taylor       | England      | Manchester City                   | 0          |
| 8.         | Sandrine Soubeyrand | Frankreich   | Paris FC                          | 0          |

## Weitere Auszeichnungen
- FIFA Männer 11: Siehe FIFA Männer 11#2024
- FIFA Frauen 11: Siehe FIFA Frauen 11#2024
- FIFA-Fanpreis:  Guilherme Gandra Moura (siehe FIFA-Fanpreis#2024)
- FIFA-Puskás-Preis:  Alejandro Garnacho (siehe FIFA-Puskás-Preis#2024)
- FIFA-Marta-Preis:  Marta (siehe FIFA-Marta-Preis#2024)
- FIFA-Fairplay-Preis:  Thiago Maia (siehe FIFA-Fairplay-Preis#Preisträger)